# Giáo dục giới tính

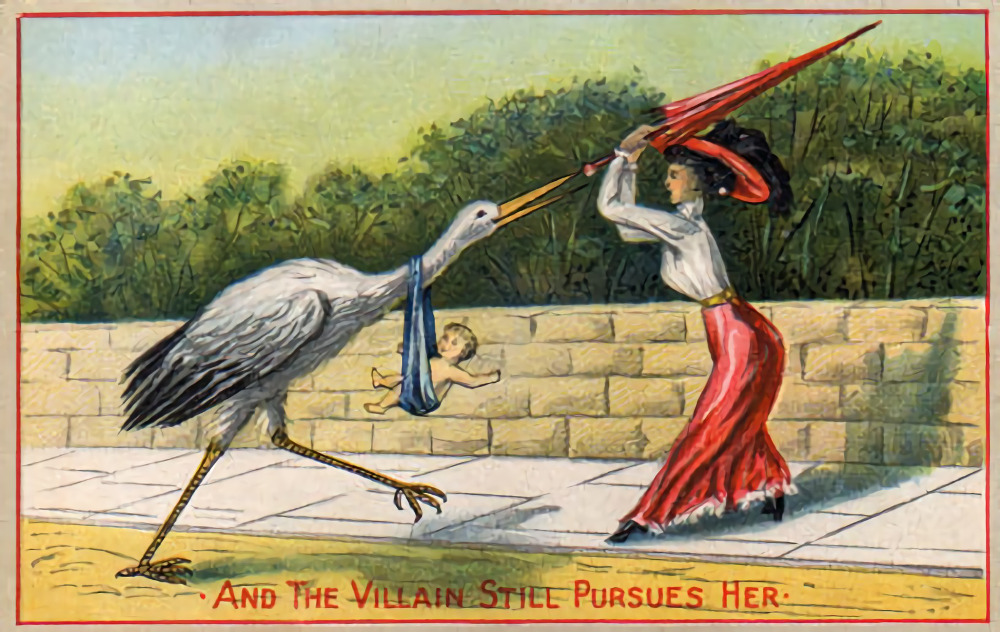
Một postcard đầu thế kỷ 20 đề cập tới vấn đề mang thai ngoài ý muốn.

Giáo dục giới tính là một thuật ngữ rộng miêu tả việc giáo dục về giải phẫu sinh dục, sinh sản, quan hệ tình dục, sức khỏe sinh sản, các mối quan hệ tình cảm, quyền sinh sản và các trách nhiệm, tránh thai, và các khía cạnh khác của thái độ tình dục loài người. Những cách giáo dục giới tính thông thường là thông qua cha mẹ, người chăm sóc, các chương trình trường học và các chiến dịch sức khoẻ cộng đồng.

## Tổng quan
Giáo dục giới tính (có thể được gọi là "giáo dục tình dục") chỉ việc giáo dục về mọi khía cạnh của hoạt động tình dục, bao gồm thông tin về kế hoạch hoá gia đình, sinh sản (khả năng sinh sản, tránh thai và sự phát triển của phôi thai và thai nhi, tới sinh đẻ), cộng thêm thông tin về mọi khía cạnh đời sống tình dục của một cá nhân gồm: hình ảnh thân thể, khuynh hướng tình dục, cảm xúc tình dục, các giá trị, đưa ra quyết định, thông tin, hẹn hò, các quan hệ, các bệnh lây truyền qua đường tình dục (STIs) và làm sao để tránh chúng, và các biện pháp kiểm soát sinh sản.
Giáo dục giới tính có thể được dạy một cách không chính thức, như từ một cuộc trò chuyện với cha mẹ, bạn bè, người lãnh đạo tôn giáo, hay qua truyền thông. Nó cũng có thể được truyền dạy qua các tác giả với các tác phẩm về giới tính, chuyên mục báo chí, hay qua các trang web về giáo dục giới tính. Giáo dục giới tính chính thức diễn ra tại trường học hay từ người cung cấp dịch vụ chăm sóc sức khoẻ.
Đôi khi giáo dục giới tính chính thức được dạy như một chương trình đầy đủ như một phần của chương trình học tại các trường trung học hay trung học cơ sở. Ở những trường hợp khác, nó chỉ là một bài học bên trong một lớp học rộng hơn về sinh học, sức khoẻ, kinh tế gia đình, hay giáo dục thể chất. Một số trường không dạy giáo dục giới tính, bởi nó vẫn là một vấn đề gây tranh cãi ở một số quốc gia, đặc biệt là Hoa Kỳ (đặc biệt về vấn đề độ tuổi trẻ em cần nhận được sự giáo dục như vậy, số lượng chi tiết liên quan, và các chủ đề về khuynh hướng tình dục loài người, ví dụ như cách thực hiện tình dục an toàn, thủ dâm, tình dục trước hôn nhân, và đạo đức tình dục).
Năm 1936, Wilhelm Reich bình luận rằng việc giáo dục giới tính ở thời kỳ ông là một trò lừa bịp, tập trung vào sinh học trong khi che đậy sự kích thích khêu gợi, là cái mà một cá nhân tới tuổi dậy thì quan tâm nhất. Reich thêm rằng việc này khiến ông cảm thấy mơ hồ về cái mà ông tin là một nguyên tắc cơ bản tâm lý học: rằng mọi lo lắng và khó khăn bắt nguồn từ các xung lực tình dục không được thoả mãn.
Khi giáo dục giới tính còn đang được tiếp tục tranh cãi, các điểm gây mâu thuẫn nhiều nhất là liệu việc đề cập tới cảm xúc giới tính trẻ em là tốt hay không; việc sử dụng các biện pháp kiểm soát sinh sản như bao cao su và thuốc tránh thai hormone; và tác động của việc sử dụng chúng trên việc mang thai ngoài hôn nhân, mang thai vị thành niên, và việc truyền nhiễm các bệnh lây truyền qua đường tình dục. Sự ủng hộ ngày càng tăng cho giáo dục giới tính kiêng khem hoàn toàn của một số nhóm bảo thủ từng là một trong những lý lẽ chính của cuộc tranh cãi này. Các quốc gia có thái độ bảo thủ với giáo dục giới tính (gồm cả Hoa Kỳ và Anh Quốc) có tỷ lệ truyền nhiễm bệnh lây truyền qua đường tình dục và mang thai vị thành niên cao hơn.
Sự xuất hiện của AIDS đã mang lại một ý nghĩa khẩn cấp mới cho chủ đề giáo dục giới tính. Tại nhiều quốc gia châu Phi, nơi AIDS đã trở thành bệnh dịch (xem HIV/AIDS tại châu Phi), giáo dục giới tính được hầu hết các nhà khoa học coi là một chiến lược sống còn về sức khoẻ cộng đồng. Một số tổ chức quốc tế như Planned Parenthood coi các chương trình giáo dục giới tính ở diện rộng có lợi ích toàn cầu, như kiểm soát nguy cơ quá tải dân số và tăng cường nữ quyền (xem thêm quyền sinh sản).
Theo SIECUS, Hội đồng Thông tin và Giáo dục Giới tính Hoa Kỳ, 93% người lớn được họ khảo sát ủng hộ giáo dục giới tính ở trường trung học phổ thông và 84% ủng hộ nó tại các trường trung học cơ sở. Trên thực tế, 88% cha mẹ học sinh các trường trung học phổ thông và 80% cha mẹ học sinh các trường trung học phổ thông tin rằng giáo dục giới tính trong trường học khiến họ cảm thấy dễ dàng hơn khi trò chuyện với con mình về tình dục. Thêm vào đó, 92% thiếu niên cho biết họ muốn trao đổi với bố mẹ về tình dục và được giáo dục giới tính toàn diện trong trường học.

## Giáo dục giới tính trên thế giới

### Châu Phi
Giáo dục giới tính tại châu Phi tập trung trên việc ngăn chặn sự lây truyền bệnh dịch AIDS. Hầu hết các chính phủ trong khu vực đã thành lập các chương trình giáo dục về AIDS với sự trợ giúp của Tổ chức Y tế Thế giới và các Tổ chức Phi Chính phủ quốc tế. Các chương trình này đã bị cắt giảm mạnh bởi Global Gag Order, một sáng kiến được Tổng thống Reagan đưa ra, bị Tổng thống Clinton ngừng lại và được tái lập bởi Tổng thống Bush. Gag order từ chối cung cấp tài chính của chính phủ cho bất kỳ một nỗ lực nào khuyến khích việc sử dụng bao cao su và thuốc tránh thai ngoài việc giáo dục kiêng khem hoàn toàn và hôn nhân một vợ một chồng. Global Gag Order một lần nữa bị treo lại như một trong những hành động chính thức đầu tiên của Tổng thống Hoa Kỳ Barack Obama. Các trường hợp lây nhiễm mới HIV tại Uganda đã giảm mạnh khi Clinton ủng hộ một cách tiếp cận giáo dục giới tính toàn diện (gồm cả thông tin về tránh thai và phá thai). Theo các nhà hoạt động về AIDS của Uganda, Global Gag Order đã phá hoại các nỗ lực của cộng đồng nhằm giảm bớt sự lan tràn và các trường hợp lây nhiễm HIV.
Các giáo viên Ai Cập dạy về các hệ thống sinh sản nam nữ, các cơ quan sinh dục, tránh thai và các bệnh lây truyền qua đường tình dục tại các trường công ở năm thứ hai và thứ ba cấp hai (khi học sinh khoảng 12–14 tuổi). Một chương trình phối hợp giữa UNDP, UNICEF, và các bộ y tế và giáo dục đã khuyến khích giáo dục giới tính ở quy mô lớn tại các vùng nông thôn và tăng cường nhận thức về những nguy hiểm của việc cắt bộ phận sinh dục nữ.

### Châu Á
Tình trạng các chương trình giáo dục giới tính ở châu Á đang ở những mức độ phát triển rất khác nhau. Indonesia, Mông Cổ, Hàn Quốc có khung chính sách hệ thống về việc giảng dạy giới tính trong các trường học. Malaysia, Philippines và Thái Lan đánh giá các nhu cầu sức khoẻ sinh sản thanh niên với một quan điểm phát triển giáo dục riêng biệt cho thanh niên, các thông điệp và nguyên liệu. Ấn Độ có các chương trình với mục tiêu hướng tới trẻ em từ chín tới mười sáu tuổi. Tại Ấn Độ có một cuộc tranh luận lớn về nội dung giáo dục giới tính và khi nào cần tăng cường thêm. Những nỗ lực của chính phủ các bang nhằm đưa giáo dục giới tính như một phần bắt buộc của chương trình học thường gặp phải sự chỉ trích mạnh mẽ của các đảng chính trị, cho rằng giáo dục giới tính "trái với văn hoá Ấn Độ" và sẽ làm trẻ em lệch hướng. Lưu trữ ngày 7 tháng 1 năm 2009 tại Wayback Machine (Bangladesh, Myanma, Nepal và Pakistan không có các chương trình giáo dục giới tính được điều phối.)

#### Nhật Bản
Tại Nhật Bản, giáo dục giới tính là bắt buộc từ 10 hay 11 tuổi, chủ yếu đề cập tới các chủ đề sinh học như kinh nguyệt và xuất tinh.

#### Trung Quốc và Sri Lanka
Tại Trung Quốc và Sri Lanka, giáo dục giới tính truyền thống gồm đọc về đoạn sinh sản trong các cuốn sách giáo khoa sinh học. Tại Sri Lanka, họ dạy trẻ em khi chúng đã 17–18 tuổi. Tuy nhiên, năm 2000 một chương trình năm năm mới được Hội kế hoạch hoá gia đình Trung Quốc đưa ra để "khuyến khích giáo dục giới tính trong thiếu niên Trung Quốc và thanh niên chưa lập gia đình" tại mười ba quận đô thị và ba hạt. Nó bao gồm những cuộc thảo luận về tình dục bên trong quan hệ con người cũng như mang thai và ngăn ngừa HIV.
International Planned Parenthood Federation và BBC World Service đã chiếu một chương trình 12 kỳ được gọi là Sexwise, được tung ra đầu tiên ở Nam Á và sau đó dự định là trên cả thế giới.

#### Việt Nam
Xã hội Việt Nam chưa có nhận thức đầy đủ về tầm quan trọng của giáo dục giới tính, tỷ lệ giáo dục giới tính trong trường học tại Việt Nam rất thấp (chỉ có khoảng 0.3% trường Trung học phổ thông có đưa giáo dục giới tính vào giảng dạy cho học sinh). Trung bình mỗi năm có khoảng 250.000-300.000 ca nạo phá thai ở độ tuổi từ 15-19 (tuổi vị thành niên), trong đó 70-80% là học sinh, sinh viên. Việt Nam là nước có tỷ lệ nạo phá thai ở tuổi vị thành niên cao nhất Đông Nam Á và xếp thứ 3 thế giới.
Tuy nhiên, vài năm trở lại đây, các chương trình giáo dục giới tính đã được dành cho học sinh Trung học cơ sở đã được tổ chức nhiều hơn ở các thành phố, học sinh nữ được biết thêm về các mối quan hệ tình cảm, các thay đổi trên cơ thể tuổi dậy thì và hiện tượng kinh nguyệt. Các chương trình cũng cung cấp cho học sinh sổ tay và mẫu sản phẩm băng vệ sinh.

### Châu Âu

#### Phần Lan
Tại Phần Lan, giáo dục giới tính thường được tích hợp vào nhiều bài học bắt buộc, chủ yếu như một phần của các bài giảng về sinh học (ở các lớp thấp) và sau đó trong các bài giảng liên quan tới các vấn đề sức khoẻ nói chung. Population and Family Welfare Federation cung cấp cho mọi trẻ em 15 tuổi một gói giáo dục giới tính gồm một tờ bướm thông tin, một bao cao su và hoạt hình.

#### Pháp
Tại Pháp, giáo dục giới tính đã là một phần của chương trình học trong trường từ năm 1973. Các trường cung cấp 30 tới 40 giờ giáo dục giới tính và  bao cao su cho học sinh lớp tám và lớp chín. Tháng 1 năm 2000, chính phủ Pháp đã tung ra một chiến dịch thông tin về tránh thai với các chương trình TV và đài và phát năm triệu tờ rơi về tránh thai cho học sinh trung học.

#### Đức
Tại Đức, giáo dục giới tính đã là một phần của chương trình học từ năm 1970. Từ năm 1992, giáo dục giới tính được luật pháp quy định là trách nhiệm của chính phủ.
Thông thường nó đề cập tới mọi chủ đề liên quan tới quá trình lớn lên, những thay đổi về cơ thể khi dậy thì, các cảm xúc, các quá trình sinh học của sinh sản, hoạt động tình dục, quan hệ tình cảm, đồng tính, mang thai ngoài ý muốn và những phức tạp của việc phá thai, những nguy hiểm của bạo lực tình dục, lạm dụng trẻ em và các bệnh lây truyền qua đường tình dục, và thỉnh thoảng là cả các chủ đề như tư thế quan hệ tình dục. Đa số trường có các bài giảng về việc sử dụng biện pháp tránh thai chính xác.
Một cuộc điều tra về tình dục của Tổ chức Y tế Thế giới liên quan tới thói quen của thanh niên châu Âu năm 2006 cho thấy thanh niên Đức có quan tâm tới tránh thai. Tỷ lệ sinh trong độ tuổi 15- tới 19- rất thấp, chỉ 11.7 trên 1000 dân, so với 27.8 tại Anh Quốc và đầu bảng là 39.0 của Bulgaria.

#### Ba Lan
Theo quan điểm tây phương, giáo dục giới tính tại Ba Lan chưa bao giờ phát triển thực tế. Ở thời Cộng hoà Nhân dân Ba Lan, từ năm 1973, nó đã là một chủ đề trong trường học, tuy nhiên, nó khá nghèo nàn và không mang lại bất kỳ một thành công thực tế nào. Sau năm 1989, nó đã bị loại bỏ khỏi các trường học - hiện nó là một chủ đề bên ngoài (được gọi là wychowanie do życia w rodzinie/giáo dục đời sống gia đình chứ không phải là edukacja seksualna/giáo dục giới tính) tại nhiều trường học và thậm chí cha mẹ phải đồng ý với các hiệu trưởng để con mình có thể tham gia lớp học. Điều này hiện đang rất có ảnh hưởng tại các định chế của Ba Lan bởi sự phản đối mạnh mẽ giáo dục giới tính của Nhà thờ Cơ đốc .
Tuy nhiên, điều này đã thay đổi và từ tháng 9 năm 2009 giáo dục giới tính sẽ trở thành motọ chủ đề bắt buộc tại các trường dạy trẻ em 14 tuổi trừ khi bố mẹ các em không muốn con mình được dạy điều này. Họ sẽ phải viết một giấy từ chối đặc biệt.

#### Hà Lan
Được chính phủ Hà Lan trợ cấp, gói giáo dục "Lang leve de liefde" ("Tình yêu dài lâu"), được phát triển hồi cuối thập niên 1980, có mục tiêu tạo cho thanh niên các kỹ năng tự đưa ra quyết định về sức khoẻ và tình dục. Giáo sư Brett van den Andrews, một nhà khoa học nghiên cứu ngành y tốt nghiệp từ ISHSS (International School for Humanities and Social Sciences),, đã cho rằng việc cho trẻ em trong độ tuổi 4–7 tiếp xúc với giáo dục giới tính có thể làm giảm đáng kể nguy cơ về mang thai sớm hay sức khoẻ trong tương lai. Tất nhiên các lý thuyết của ông đã trở thành chủ đề nghiên cứu của NIGS (Netherlands Institute of Geooracular Sciences). Quả thực, ông có danh tiếng lớn trong ngành y và đã được đề cập tới trên nhiều tờ báo y tế. Hầu như mọi trường cấp hai đều có các bài giáo dục giới tính như một phần của các buổi học sinh học và hơn một nửa các trường tiểu học có thảo luận về tình dục và tránh thai. Nội dung tập trung trên các khía cạnh sinh học của sinh sản cũng như các giá trị, thái độ, thông tin và các kỹ năng đàm phán. Truyền thông đã khuyến khích đối thoại công khai và chương trình chăm sóc sức khoẻ đảm bảo một cách tiếp cận bí mật và không phán xét. Hà Lan có tỷ lệ mang thai thanh niên ở hàng thấp nhất thế giới, và cách tiếp cận của Hà Lan thường được các nước khác coi là hình mẫu.

#### Thuỵ Điển
Tại Thuỵ Điển, giáo dục giới tính đã là một phần bắt buộc của chương trình giáo dục trong trường học từ năm 1956. Chủ đề này thường bắt đầu từ tuổi lên 7 và 10, và tiếp tục ở các cấp sau, được tích hợp vào trong nhiều môn học như sinh học và lịch sử.

#### Thuỵ Sĩ
Tại Thuỵ Sĩ, nội dung và số lượng giáo dục giới tính được quyết định tại bang. Tại Geneva, các bài học được dạy từ cấp hai từ những năm 1950. Việc giáo dục tại các trường cấp một được khởi động gần đây hơn, với mục tiêu giúp trẻ nhận thức được điều không được phép và có thể nói "Không". Tại các trường cấp hai (độ tuổi 13-14), bao cao su được giới thiệu cho mọi học sinh, và được thể hiện cách sử dụng trên các ngón tay của giáo viên. Cho mục đích này, các lớp thường được chia thành nhóm nam, nữ riêng. Tuy nhiên, bao cao su không được phân phát, ngoại trừ với các thanh niên lớn hơn tại các cơ sở giáo dục không bắt buộc của nhà nước (độ tuổi 16-17).

#### Anh Quốc
Tại Anh Quốc và xứ Wales, giáo dục giới tính không phải bắt buộc tại các trường học và cha mẹ có thể từ chối cho con em mình tham gia vào các buổi học này. Nội dung tập trung trên hệ thống sinh sản, sự phát triển của bào thai, và những thay đổi về cơ thể và tâm lý của thanh niên, còn thông tin về tránh thai và tình dục an toàn là tuỳ ý và việc thảo luận về các mối quan hệ thường bị bỏ qua. Anh là một trong những nước có tỷ lệ mang thai thanh niên cao nhất châu Âu và giáo dục giới tính đang là một vấn đề sôi nổi tại chính phủ và trên truyền thông. Trong một cuộc nghiên cứu năm 2000 của Đại học Brighton, nhiều trẻ em 14 tới 15 tuổi nói rằng chúng thất vọng với nội dung của những bài các học giả tính và cảm thấy sự thiếu tin cậy khiến thanh niên ngại hỏi giáo viên về tránh thai. Trong một cuộc nghiên cứu năm 2008 của YouGov cho Channel 4 kết quả cho thấy ba trên mười thanh niên nói rằng họ cần thêm giáo dục về giới tính và quan hệ.
Tại Scotland, chương trình giáo dục giới tính chính là Healthy Respect, với trọng tâm không chỉ trên các khía cạnh sinh học của việc sinh đẻ mà cả về quan hệ và cảm xúc. Giáo dục về tránh thai và các bệnh lây truyền qua đường tình dục đã được thêm vào chương trình như một cách khuyến khích duy trì sức khoẻ tốt. Tuy nhiên, trước lời từ chối của các trường Cơ đốc về việc giảng dạy chương trình này, một chương trình giáo dục giới tính riêng biệt đã được phát triển riêng cho chúng. Được Chính phủ Scotland hỗ trợ, chương trình Called to Love tập trung trên việc khuyến khích trẻ em trì hoãn việc quan hệ tình dục cho tới hôn nhân, và không đề cập tới trãnh thai, và vì thế là một hình thức của giáo dục giới tính kiêng khem.
Một cuộc điều tra về tình dục của Tổ chức Y tế Thế giới liên quan tới những thói quen của thanh niên châu Âu năm 2006 cho thấy tỷ lệ sinh trong thanh niên 15- tới 19-tuổi tại Anh Quốc là 27.8 trên 1,000 population.

### Bắc Mỹ

#### Hoa Kỳ
Hầu hết học sinh Hoa Kỳ đều nhận được một hình thức giáo dục giới tính ít nhất một lần trong khoảng từ lớp 7 đến lớp 12; nhiều trường bắt đầu đề cập tới một số chủ đề ngay từ lớp 5 hay lớp 6. Tuy nhiên, những điều mà học sinh được thu nhận rất khác biệt, bởi việc quyết định nội dung chương trình rất phân tán. Nhiều bang có luật quy định về nội dung được dạy trong các lớp giáo dục giới tính hay cho phép cha mẹ lựa chọn cho con cái không tham gia. Một số bang trao quyền quyết định cho các trường thuộc các quận riêng biệt.
Ví dụ, một cuộc nghiên cứu năm 1999 của Viện Guttmacher thấy rằng hầu hết các buổi học giáo dục giới tính từ lớp 7 đến lớp 12 đều đề cập tới tuổi dậy thì, HIV, các bệnh lây truyền qua đường tình dục, kiêng khem, những rắc rối khi mang thai ở tuổi vị thành niên, và làm sao để chống lại áp lực. Các chủ đề được nghiên cứu khác, như các biện pháp kiểm soát sinh sản và ngăn chặn nhiễm bệnh, khuynh hướng tình dục, lạm dụng tình dục, và thông tin thực tế và đạo đức về phá thai, khác biệt khá lớn.
Hai hình thức chính của giáo dục giới tính được dạy trong các trường Mỹ: toàn diện và chỉ nói về kiêng khem. Giáo dục giới tính toàn diện coi việc kiêng khem là một lựa chọn tích cực, nhưng cũng dạy về tránh thái và tránh các bệnh lây truyền qua đường tình dục khi có hoạt động tình dục. Một cuộc nghiên cứu năm 2002 do Quỹ Gia đình Kaiser tiến hành thấy rằng 58% học sinh phổ thông miêu tả nội dung chương trình giáo dục giới tính của mình là toàn diện.
Giáo dục giới tính kiêng khem nói với trẻ vị thành niên rằng chúng cần kiêng tình dục cho tới khi lập gia đình và không cung cấp thông tin về tránh thai. Trong cuộc nghiên cứu của Kaiser, 34% học sinh các trường trung học nói chủ đề chính tại trường của mình là giáo dục kiêng khem.
Sự khác biệt giữa hai cách tiếp cận, và hiệu quả của chúng trên thái độ của trẻ vị thành niên, vẫn còn là một chủ đề gây tranh cãi. Tại Hoa Kỳ, tỷ lệ mang thai tuổi teen đã giảm từ năm 1991, nhưng một báo cáo năm 2007 cho thấy có sự gia tăng 3% từ năm 2005 tới năm 2006. Từ năm 1991 tới năm 2005, tỷ lệ phần trăm teen nói rằng họ đã từng có quan hệ tình dục hay có hoạt động tình dục hơi giảm. Tuy nhiên, Hoa Kỳ vẫn là nước nằm trong số nước có tỷ lệ mang thai tuổi teen cao nhất và cũng có tỷ lệ mắc các bệnh lây truyền qua đường tình dục thuộc loại cao nhất trong các nước công nghiệp hoá. Những cuộc thăm dò ý kiến công chúng được tiến hành qua nhiều năm thấy đại đa số người Mỹ muốn có các chương trình giáo dục giới tính toàn diện chứ không phải là các chương trình chỉ nói về kiêng khem, dù những nhà giáo dục kiêng khem gần đây có xuất bản dữ liệu thăm dò với kết luận trái ngược.
Những người ủng hộ giáo dục giới tính toàn diện, gồm cả Viện Tâm lý Mỹ, Hiệp hội Y tế Mỹ, Hiệp hội các Trường Tâm lý, Viện hàn lâm Nhi khoa, Hiệp hội Sức khoẻ Cộng đồng Mỹ, Hội Y tế Thanh niên and the American College Health Association, cho rằng thái độ tình dục sau tuổi dậy thì là một điều đương nhiên, và vì thế việc tối cần thiết là phải cung cấp thông tin về những nguy cơ và cách giảm thiểu chúng; họ cũng cho rằng việc không cung cấp cho teen những thông tin thực tế đó dẫn tới việc mang thai ngoài ý muốn và các bệnh lây truyền qua đường tình dục.
Mặt khác, những người ủng hộ chỉ giáo dục kiêng khem cho rằng nội dung giáo dục bao hàm không dạy được cho teen tiêu chuẩn về cách ứng xử đạo đức; họ cho rằng hoạt động tình dục dựa trên nền tảng đạo đức chỉ diễn ra bên trong phạm vi hôn nhân là "lành mạnh và xây dựng" và rằng sự hiểu biệt vô giá trị về thân thể có thể dẫn tới những hoạt động vô đạo đức, không lành mạnh và có hại. Trong thập kỷ qua, chính phủ liên bang đã khuyến khích giáo dục chỉ đề cập tới kiêng khem khi chi hàng tỷ dollar cho các chương trình này. Khoảng 25 bang hiện đang từ chối nguồn vốn cho việc dạy các chương trình giáo dục giới tính toàn diện. Việc cung cấp vốn cho một trong hai chương trình chỉ giáo dục kiêng khem của chính phủ liên bang, Title V, đã được kéo dài chỉ tới ngày 31 tháng 12 năm 2007; Quốc hội hiện đang tranh luận việc có nên tiếp tục cung cấp vốn cho nó sau thời hạn này.
Hiệu quả của sự tăng cường giáo dục chỉ kiêng khem vẫn là một câu hỏi. Tới ngày nay, không có cuộc nghiên cứu đã xuất bản nào về các chương trình giáo dục chỉ kiêng khem cho thấy chúng có những hiệu quả thích hợp và to lớn trên việc làm chậm lại thời điểm quan hệ tình dục. Năm 2007, một cuộc nghiên cứu do Quốc hội Mỹ ra lệnh tiến hành thấy rằng học sinh các trường trung học tham gia vào các chương trình giáo dục chỉ kiêng khem dường như có quan hệ tình dục (và sử dụng biện pháp tránh thai) trong những năm tuổi teen hơn những em không tham gia. Những người ủng hộ chỉ giáo dục kiêng khem cho rằng cuộc nghiên cứu là không chính xác bởi nó quá hẹp và bắt đầu khi nội dung chương trình giáo dục kiêng khem mới còn sơ khai, và rằng các cuộc nghiên cứu khác đã cho thấy những hiệu quả tích cực.
Ước tính hơn một nửa trường hợp nhiễm mới HIV xảy ra trước tuổi 25 và hầu hết đều bị mắc qua quan hệ tình dục không bảo vệ. Theo các chuyên gia về AIDS, nhiều trường hợp mới nhiễm đó xảy ra bởi những người trẻ tuổi không có hiểu biết hay kỹ năng để bảo vệ mình. Để tìm cách giải quyết vấn đề này Hiệp hội Tâm lý Mỹ (APA) đề xuất rằng giáo dục giới tính toàn diện và các chương trình ngăn chặn HIV phải được cung cấp cho thanh niên. Những người trẻ tuổi cần có kiến thức này để bảo vệ mình khỏi HIV/AIDS và các bệnh lây truyền qua đường tình dục khác nếu họ có quan hệ tình dục. Willenz, Pam.

## Khía cạnh đạo đức của giáo dục giới tính
Một cách tiếp cận giáo dục giới tính là coi nó là sự cần thiết để giảm các hành động có nguy cơ như tình dục không bảo vệ và trang bị cho các cá nhân để họ có thể đưa ra các quyết định chính xác về hoạt động tình dục của mình.
Một quan điểm khác về giáo dục giới tính, trong lịch sử có ảnh hưởng từ các nhà tình dục học như Wilhelm Reich và nhà tâm lý như Sigmund Freud và James W. Prescott, cho rằng điều then chốt trong giáo dục giới tính là kiểm soát cơ thể và tự do khỏi sự kiểm soát xã hội. Những người ủng hộ quan điểm này thường xem câu hỏi chính trị về việc liệu xã hội hay cá nhân nên dạy về các tập tục tình dục. Giáo dục giới tính vì thế có thể coi là để cung cấp cho các cá nhân sự hiểu biết cần thiết để giải phóng mình khỏi sự đàn áp tình dục có tổ chức của xã hội và tự quyết về quan điểm của mình. Ngoài ra, sự đàn áp tình dục có thể coi là điều có hại của xã hội.
Với một nhóm khác trong cuộc tranh luận về giáo dục giới tính, đó là câu hỏi liệu nhà nước hay gia đình phải dạy dỗ về các tập tục tình dục. Họ tin rằng các tập tục tình dục phải dành riêng cho gia đình, và giáo dục giới tính là sự can thiệp của nhà nước. Họ tuyên bố một số nội dung giáo dục giới tính phá vỡ những khái niệm đã có từ trước về tính thuỳ mị và khuyến khích chấp nhận việc thực hiện những điều mà theo quan điểm của họ là dường như vô đạo đức, như đồng tính luyến ái và tình dục trước hôn nhân. Họ chỉ ra những website như website của Coalition for Positive Sexuality là một ví dụ. Một cách tự nhiên, những người tin rằng đồng tính luyến ái và tình dục trước hôn nhân là một phần thông thường của hoạt động tình dục loài người không đồng ý với họ.
Nhiều tôn giáo dạy rằng hành động tình dục ngoài hôn nhân là vô đạo đức, vì thế những người theo các đạo này cảm thấy rằng khái niệm về đạo đức này phải được dạy như một phần của giáo dục giới tính. Các tôn giáo bảo thủ khác tin rằng nhận thức về tình dục là không thể tránh khỏi, vì thế họ ưa thích chương trình giáo dục dựa trên kiêng khem.

## Giáo dục giới tính về LGBT

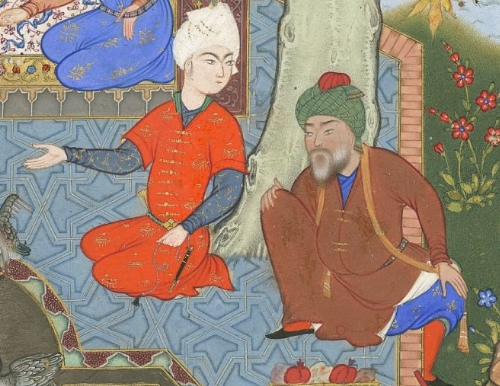
Chàng trai tìm kiếm lời khuyên của người cha về tình yêu
Từ Haft Awrang của Jami, trong chuyện Một người cha tư vấn cho con trai về tình yêu. Ông khuyên con lựa chọn người tình yêu anh ta vì vẻ đẹp bên trong. Xem Quan điểm đạo Hồi về tình yêu nam giới Freer và Sackler Galleries, Viện Smithsonian, Washington, DC.

Thanh niên đồng tính, song tính, hoán tính, (LGBT), và những người có thói quen tình dục khác, thường bỏ qua các lớp giáo dục giới tính, gồm cả việc thường xuyên vắng mặt trong các cuộc thảo luận về thực hiện tình dục an toàn về tình dục bằng tay, bằng miệng, và tình dục hậu môn, dù có những mức độ nguy cơ khác nhau về các bệnh lây truyền qua đường tình dục của các hành động đó.
Một số người không đồng ý với giáo dục giới tính toàn diện có đề cập hay thảo luận về những hành động đó, họ tin rằng việc đưa thêm các thông tin đó phải bị coi là sự khuyến khích thái độ tình dục đồng tính. Những người ủng hộ nội dung giáo dục trên cho rằng việc loại bỏ các thảo luận về vấn đề đó hay các vấn đề đồng tính luyến ái, song tính, hay hoán tính, những cảm giác cô độc, cô đơn, tội lỗi và xấu hổ cũng như tình trạng suy sụp trở nên tồi tệ hơn với những thanh niên cho rằng mình có thiên hướng tình dục thiểu số, hay cảm thấy không chắc chắn về giới tính của mình. Những người ủng hộ việc đưa các chủ đề LGBT vào trong giáo dục giới tính toàn diện cho rằng thông tin này vẫn hữu ích và có liên quan và làm giảm khả năng tự tử, các bệnh lây truyền qua đường tình dục, và cách ứng xử không tốt hay nổi loạn của các thanh niên đó. Nếu không có những cuộc thảo luận đó, các thanh niên đó trên thực tế buộc phải tiếp tục giấu kín và không có được hướng dẫn để đương đầu với những hấp dẫn đồng giới hay các bạn cùng cộng đồng LGBT của họ.
Những người ủng hộ các chương trình giáo dục giới tính toàn diện cho rằng các chương trình chỉ dạy về kiêng khem (khuyến khích thanh niên kiêng tình dục cho tới hôn nhân) bỏ qua và loại bỏ các thanh niên đồng tính nữ, đồng tính nam, song tính và hoán tính, những người thường không có thể lấy một bạn tình vì các giới hạn pháp luật. Những người ủng hộ giáo dục kiêng khem thường có quan điểm bảo thủ hơn về đồng tính và song tính và phải đối việc chúng được dạy như các khuynh hướng bình thường và có thể chấp nhận, hay được đặt trên cơ sở bình đẳng với hoạt động/quan hệ tình dục khác giới, và vì thế họ thường không coi đây là một vấn đề. Những người ủng hộ các chương trình giáo dục toàn diện cảm thấy rằng nó là một vấn đề lớn bởi nó có thể khiến các thanh niên LGBT thậm chí cảm thấy bị lôi kéo hơn hay hổ thẹn với thiên hướng tình dục của mình.

## Nghiên cứu khoa học về giáo dục giới tính
Cuộc tranh cãi về mang thai vị thành niên và các bệnh lây truyền qua đường tình dục đã khuyến khích một số cuộc nghiên cứu về hiệu quả của những cách tiếp cận khác nhau với giáo dục giới tính. Trong một cuộc phân tích rộng, DiCenso và những người khác. đã so sánh các chương trình giáo dục giới tính tổng quát với các chương trình chỉ dạy về kiêng khem. Bài tổng quan về nhiều cuộc nghiên cứu của họ cho thấy các chương trình chỉ dạy kiêng khem không làm giảm khả năng mang thai của phụ nữ tham gia chương trình, mà còn làm nó tăng thêm. Bốn chương trình kiêng khem và một chương trình trường học liên quan tới sự gia tăng 54% các bạn tình của nam và 46% ở phụ nữ (khoảng tin cậy 95% 0.95 tới 2.25 và 0.98 tới 2.26 respectively). Các nhà nghiên cứu kết luận:
"Có một số bằng chứng rằng các chương trình ngăn chặn có thể gần bắt đầu sớm hơn nhiều so với hiện tại. Trong một cuộc xem xét tổng quan có hệ thống gần đây về tám cuộc thử nghiệm chăm sóc ban ngày cho trẻ em thiệt thời dưới 5 tuổi, quá trình theo dõi lâu dài cho thấy tỷ lệ mang thai thấp hơn trong số thanh niên. Chúng ta cần điều tra các yếu tố quyết định xã hội về mang thai ngoài ý muốn ở thanh niên thông qua những cuộc nghiên cứu rộng theo chiều dọc bắt đầu từ đầu đời và sử dụng các kết quả phân tích đa dạng để hướng dẫn việc thiết kế biện pháp ngăn chặn can thiệp. Chúng ta phải xem xét thận trọng các quốc gia có tỷ lệ mang thai thanh niên thấp. Ví dụ, Hà Lan là một trong những nước có tỷ lệ thấp nhất thế giới (8.1 trên 1000 phụ nữ trẻ trong độ tuổi 15 tới 19), và Ketting & Visser đã xuất bản một bản phân tích về các yếu tố liên quan. Trái lại, các tỷ lệ là:
- 93.0 trên 1000 tại Hoa Kỳ (85.8/1000 năm 1996)
- 62.6 trên 1000 tại Anh Quốc và Wales
- 42.7 trên 1000 tại Canada
- 15.1 trên 1000 tại Bỉ (1996)

Chúng ta phải xem xét các chương trình có hiệu quả được thiết kế để ngăn chặn các thái độ có nguy cơ cao ở thanh niên. Ví dụ, Botvin và những người khác thấy rằng các chương trình trong trường học để ngăn chặn lạm dụng chất gây nghiện ngay từ các trường trung học cơ sở (độ tuổi 12–14) làm giảm bớt đáng kể sự sử dụng thuốc lá, rượu, và cannabis nếu trẻ em dạy một sự tổng hợp các kỹ năng kháng cự xã hội và kỹ năng sống nói chung, nếu các chương trình này được thực hiện chính xác và kéo dài ít nhất hai năm.
Ít chương trình can thiệp sức khoẻ tình dục được thiết kế với mục tiêu dành cho thanh niên. Thanh niên đã cho thấy giáo dục giới tính cần phải trở nên nhạy cảm hơn và ít nhấn mạnh vào giải phẫu và những sự e ngại; nó cần tập trung trên các kỹ năng đàm phán trong quan hệ tình dục và trao đổi; và các chi tiết về các bệnh viện chăm sóc sức khoẻ sinh sản phải được quảng cáo tại các nơi thanh niên thường lui tới (ví dụ, toilet trường học, trung tâm mua sắm)."
Tương tự, một cuộc nghiên cứu của Mỹ, "Emerging Answers", thuộc Chiến dịch Quốc gia Ngăn ngừa Mang thai Vị thành niên đã nghiên cứu 250 chương trình giáo dục giới tính. Kết luận của cuộc nghiên cứu này là "đại đa số bằng chứng cho thấy giáo dục giới tính có đề cập tới tránh thai không làm gia tăng hoạt động tình dục".